# غلوبيولين

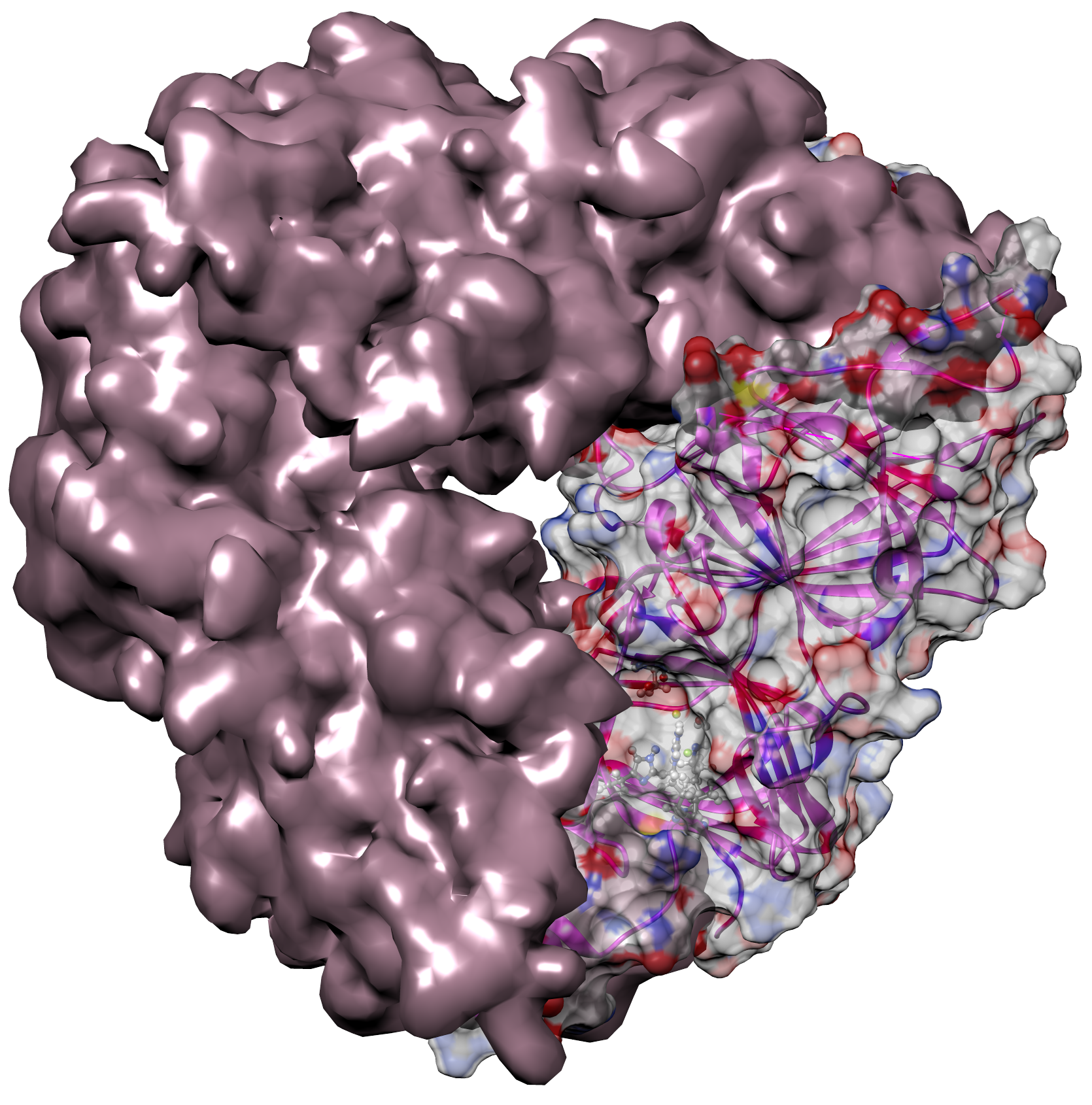

الغلوبيولين أو الجلوبيولين أو الغلوبولين (بالإنجليزية: Globulin)‏ هو أحد أنماط بروتينات بلازما الدم، إلى جانب الزلال (الألبومين). هذا النمط العام من البروتينات يتألف من سلسلة غير متجانسة من عائلات البروتينات، بالترافق مع جزيئات أكبر وأقل انحلالية مائية في الماء النقي مقارنة بالألبومين، هذه الخاصية تجعل الكريينات تهاجر بسرعة أقل من الزلاليات في الرحلان الكهربائي.
يستعمل مصطلح كريين المأخوذ من كلمة كرة بالعربية لوصف الغلوبولين وأحيانا بالتبادل مع مصطلح بروتين كروي Globular protein. في جميع الأحوال، فإن الألبومين هو أيضا بروتين كروي لكنه ليس كريينا. لكن جميع بروتينات المصل الكروية عدا الألبومين هي كريينات.
يستعمل رحلان البروتينات الكهربائي Protein electrophoresis لتصنيف الكريينات إلى أربعة مجموعات :
- كريينات ألفا 1
- كريينات ألفا 2
- كريينات بيتا
- غلوبيولين غاما (إحدى مجموعات الغاما غلوبولين هي الكريينات المناعية التي تعمل كأجسام مضادة)

## وصلات خارجية
- Serum Proteins
- Cornell
- Understanding and interpreting serum protein electrophoresis